# Riccardo Marchizza
Riccardo Marchizza (Roma, 26 marzo 1998) è un calciatore italiano, difensore del Frosinone, di cui è capitano.

## Caratteristiche tecniche
Difensore centrale molto fisico, può essere schierato anche come terzino sinistro. È anche un ottimo rigorista.

## Carriera

### Club
Nel 2006 si è trasferito dal settore giovanile della Tor Lupara, società in cui aveva iniziato a giocare, a quello della Roma, con la cui Primavera nell'arco di 2 stagioni vince un Campionato Primavera, una Coppa Italia Primavera ed una Supercoppa Primavera.
Nella stagione 2016-2017 viene inoltre aggregato alla prima squadra, allenata da Luciano Spalletti. Esordisce con la maglia della Roma l'8 dicembre 2016, all'età di 18 anni, subentrando ad un minuto dal termine della partita di Europa League contro l'Astra Giurgiu, terminata 0-0; questa rimane la sua unica presenza stagionale con la prima squadra.
Il 13 luglio 2017 il Sassuolo ufficializza il suo ingaggio, insieme al compagno di squadra Davide Frattesi. Il Sassuolo ingaggia Marchizza per 2,5 milioni di euro, ma la Roma conserva i diritti al 50% degli incassi su una eventuale cessione futura ad una società terza.
Viene successivamente ceduto in prestito all'Avellino, in Serie B. Esordisce con gli irpini il 15 settembre 2017, alla 4ª giornata di campionato, nella partita persa 3-1 in casa del Cesena. Termina la stagione con 18 presenze in campionato.
La stagione seguente il Sassuolo lo cede nuovamente in prestito, al Crotone appena retrocesso in Serie B, dove raccoglie 17 presenze in campionato.
Il 15 luglio 2019 lo Spezia, militante in Serie B, lo acquista in prestito; disputa 23 presenze in campionato con la squadra guidata da Vincenzo Italiano, e consegue la promozione in Serie A con i liguri tramite i play-off (ai quali non partecipa a causa di un infortunio); a fine stagione rinnova con il Sassuolo fino al 2025. La stagione successiva torna in prestito al club ligure, con cui esordisce in Serie A il 4 ottobre 2020, all'età di 22 anni, giocando titolare nella gara della 3ª giornata persa 3-0 in trasferta contro il Milan a San Siro.
Al termine della stagione (in cui si è alternato con Simone Bastoni) fa ritorno al Sassuolo, che il 30 luglio 2021 lo cede nuovamente a titolo temporaneo, questa volta all'Empoli. Inizia la stagione da titolare: nel corso del campionato gli viene alcune volte preferito Fabiano Parisi, fin quando nel gennaio 2022 si lesiona il crociato in una partita contro la Roma, terminando la stagione in anticipo.
Nella stagione 2022-2023 torna al Sassuolo, trovando poco spazio. Il 13 luglio 2023 viene ceduto a titolo definitivo al Frosinone neopromosso in Serie A, con il quale disputa un buon inizio di campionato; tuttavia il 26 novembre 2023, durante lo svolgimento del match casalingo contro il Genoa, rimedia un infortunio al retto femorale sinistro, che lo obbliga ad operarsi con uno stop di 4 mesi. Nonostante il rientro tra i convocati a partire da aprile, il difensore non è riuscito a rientrare negli schemi del mister Eusebio Di Francesco e non è stato più schierato nella formazione ciociara, classificatasi al diciottesimo posto. Nella stagione 2023-2024, a seguito dell'addio al club di Luca Mazzitelli, diventa il capitano del Frosinone.
Il 30 ottobre 2024 segna il suo primo gol in carriera con i club, nel pareggio per 1-1 contro il Sudtirol.

### Nazionale
Nel 2013 ha giocato 3 partite amichevoli con l'Under-16; due anni dopo, nel 2015, ha giocato altre 3 amichevoli, questa volta con l'Under-18. Tra il 2016 ed il 2017 ha totalizzato 14 presenze e segnato un gol con la maglia dell'Under-19.
Nel 2017 viene convocato dall'Under-20 per disputare il Mondiale Under-20 in Corea del Sud: fa il suo esordio nella manifestazione nella prima giornata della fase a gironi, il 21 maggio 2017, giocando da titolare la partita persa per 1-0 contro l'Uruguay e venendo sostituito a partita in corso.
Esordisce in nazionale Under-21 l'11 settembre 2018, subentrando al posto di Luperto nel secondo tempo della partita amichevole vinta 3-1 contro l'Albania a Cagliari. Il 15 novembre 2020 realizza il suo primo gol con l'Under-21, nella partita di qualificazione vinta per 4-0 in trasferta contro il Lussemburgo.
Nel marzo del 2021 viene inserito nella lista dei 23 convocati per la fase a gruppi dell'Europeo Under-21. Tuttavia, viene espulso nella prima partita del girone, pareggiata 1-1 contro la Rep. Ceca. Salta dunque la seconda partita contro la Spagna e rientra nella terza ed ultima partita del girone, vinta 4-0 contro la Slovenia, nella quale dopo essere subentrato nella ripresa viene però nuovamente espulso per doppia ammonizione.

## Statistiche

### Presenze e reti nei club
Statistiche aggiornate al 9 maggio 2025.
| Stagione         | Squadra          | Campionato       | Campionato | Campionato | Coppe nazionali | Coppe nazionali | Coppe nazionali | Coppe continentali | Coppe continentali | Coppe continentali | Altre coppe | Altre coppe | Altre coppe | Totale | Totale |
| Stagione         | Squadra          | Comp             | Pres       | Reti       | Comp            | Pres            | Reti            | Comp               | Pres               | Reti               | Comp        | Pres        | Reti        | Pres   | Reti   |
| ---------------- | ---------------- | ---------------- | ---------- | ---------- | --------------- | --------------- | --------------- | ------------------ | ------------------ | ------------------ | ----------- | ----------- | ----------- | ------ | ------ |
| 2016-2017        | Roma             | A                | 0          | 0          | CI              | 0               | 0               | UCL+UEL            | 0+1                | 0                  | -           | -           | -           | 1      | 0      |
| 2017-2018        | Avellino         | B                | 18         | 0          | CI              | 0               | 0               | -                  | -                  | -                  | -           | -           | -           | 18     | 0      |
| 2018-2019        | Crotone          | B                | 17         | 0          | CI              | 3               | 0               | -                  | -                  | -                  | -           | -           | -           | 20     | 0      |
| 2019-2020        | Spezia           | B                | 23         | 0          | CI              | 0               | 0               | -                  | -                  | -                  | -           | -           | -           | 23     | 0      |
| 2020-2021        | Spezia           | A                | 24         | 0          | CI              | 1               | 0               | -                  | -                  | -                  | -           | -           | -           | 25     | 0      |
| Totale Spezia    | Totale Spezia    | Totale Spezia    | 47         | 0          |                 | 1               | 0               |                    | -                  | -                  |             | -           | -           | 48     | 0      |
| 2021-2022        | Empoli           | A                | 19         | 0          | CI              | 3               | 0               | -                  | -                  | -                  | -           | -           | -           | 22     | 0      |
| 2022-2023        | Sassuolo         | A                | 10         | 0          | CI              | 0               | 0               | -                  | -                  | -                  | -           | -           | -           | 10     | 0      |
| 2023-2024        | Frosinone        | A                | 13         | 0          | CI              | 2               | 0               | -                  | -                  | -                  | -           | -           | -           | 15     | 0      |
| 2024-2025        | Frosinone        | B                | 25         | 2          | CI              | 1               | 0               | -                  | -                  | -                  | -           | -           | -           | 26     | 2      |
| 2025-2026        | Frosinone        | B                | 0          | 0          | CI              | 1               | 0               | -                  | -                  | -                  | -           | -           | -           | 1      | 0      |
| Totale Frosinone | Totale Frosinone | Totale Frosinone | 38         | 2          |                 | 4               | 0               |                    | -                  | -                  |             | -           | -           | 43     | 2      |
| Totale carriera  | Totale carriera  | Totale carriera  | 149        | 2          |                 | 11              | 0               |                    | 1                  | 0                  |             | -           | -           | 162    | 2      |

### Cronologia presenze e reti in nazionale
| Cronologia completa delle presenze e delle reti in nazionale ― Italia under 21 | Cronologia completa delle presenze e delle reti in nazionale ― Italia under 21 | Cronologia completa delle presenze e delle reti in nazionale ― Italia under 21 | Cronologia completa delle presenze e delle reti in nazionale ― Italia under 21 | Cronologia completa delle presenze e delle reti in nazionale ― Italia under 21 | Cronologia completa delle presenze e delle reti in nazionale ― Italia under 21 | Cronologia completa delle presenze e delle reti in nazionale ― Italia under 21 | Cronologia completa delle presenze e delle reti in nazionale ― Italia under 21 |
| Data                                                                           | Città                                                                          | In casa                                                                        | Risultato                                                                      | Ospiti                                                                         | Competizione                                                                   | Reti                                                                           | Note                                                                           |
| ------------------------------------------------------------------------------ | ------------------------------------------------------------------------------ | ------------------------------------------------------------------------------ | ------------------------------------------------------------------------------ | ------------------------------------------------------------------------------ | ------------------------------------------------------------------------------ | ------------------------------------------------------------------------------ | ------------------------------------------------------------------------------ |
| 11-9-2018                                                                      | Cagliari                                                                       | Italia under 21                                                                | 3 – 1                                                                          | Albania under 21                                                               | Amichevole                                                                     | -                                                                              | 76’                                                                            |
| 15-10-2018                                                                     | Vicenza                                                                        | Italia under 21                                                                | 2 – 0                                                                          | Tunisia under 21                                                               | Amichevole                                                                     | -                                                                              | 86’                                                                            |
| 6-9-2019                                                                       | Catania                                                                        | Italia under 21                                                                | 4 – 0                                                                          | Moldavia under 21                                                              | Amichevole                                                                     | -                                                                              | 76’                                                                            |
| 10-9-2019                                                                      | Castel di Sangro                                                               | Italia under 21                                                                | 5 – 0                                                                          | Lussemburgo under 21                                                           | Qual. Europeo Under-21 2021                                                    | -                                                                              |                                                                                |
| 10-10-2019                                                                     | Dublino                                                                        | Irlanda under 21                                                               | 0 – 0                                                                          | Italia under 21                                                                | Qual. Europeo Under-21 2021                                                    | -                                                                              | 23’                                                                            |
| 15-11-2020                                                                     | Differdange                                                                    | Lussemburgo under 21                                                           | 0 – 4                                                                          | Italia under 21                                                                | Qual. Europeo Under-21 2021                                                    | 1                                                                              |                                                                                |
| 18-11-2020                                                                     | Pisa                                                                           | Italia under 21                                                                | 4 – 1                                                                          | Svezia under 21                                                                | Qual. Europeo Under-21 2021                                                    | -                                                                              | 46’                                                                            |
| 24-3-2021                                                                      | Celje                                                                          | Rep. Ceca under 21                                                             | 1 – 1                                                                          | Italia under 21                                                                | Europeo Under-21 2021 - 1º turno                                               | -                                                                              | 74’, 90+4’                                                                     |
| 30-3-2021                                                                      | Maribor                                                                        | Italia under 21                                                                | 4 – 0                                                                          | Slovenia under 21                                                              | Europeo Under-21 2021 - 1º turno                                               | -                                                                              | 53’ 54’, 81’                                                                   |
| Totale                                                                         |                                                                                | Presenze                                                                       | 9                                                                              |                                                                                | Reti                                                                           | 1                                                                              |                                                                                |

## Palmarès

### Club

#### Competizioni giovanili
- Campionato Allievi Nazionali: 1

Roma: 2014-2015
- Campionato Primavera: 1

Roma: 2015-2016
- Supercoppa Primavera: 1

Roma: 2016
- Coppa Italia Primavera: 1

Roma: 2016-2017